# Quiche

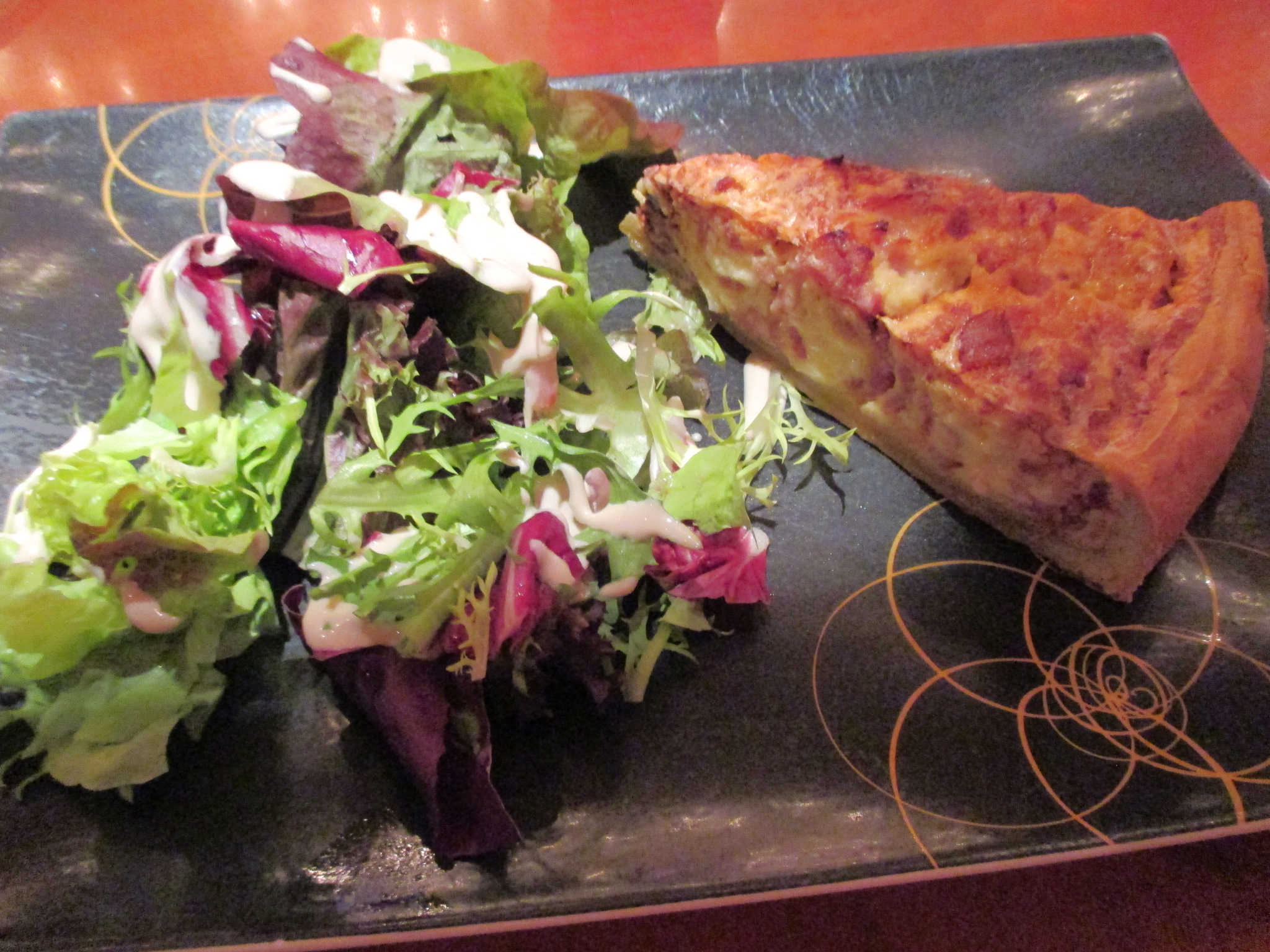
Quiche Lorraine

Eine Quiche [ki(:)ʃ] ist eine Spezialität der französischen Küche, die ursprünglich aus Lothringen stammt. Es handelt sich um einen in einer runden flachen Form gebackenen ungesüßten Mürbeteig mit einer herzhaften Füllung, deren Grundlage ein Gemisch aus Eiern und Milch bildet.
Das französische Wort „quiche“ wurde wohl um das Jahr 1845 von dem lothringischen Wort Kichel oder Kuechel abgeleitet, das dem deutschen Wort „Kuchen“ entspricht. Quiches werden in der Regel in runden Tarte-Formen gebacken.
Unter der Bezeichnung „Quiche“ werden insbesondere außerhalb Frankreichs auch ähnliche Gebäcke angeboten, deren Grundlage ein mit Eiermilch gefüllter Mürbeteigboden ist, in die jedoch nicht Speck, sondern Spinat, Lauch oder andere Zutaten eingearbeitet werden. Im strengen Sinne gelten diese Zubereitungen in Frankreich nicht als Quiche, sondern werden „tarte“ genannt, etwa „tarte à l’oignon“ (Zwiebelkuchen), „tarte aux poireaux“ (Lauchkuchen) etc.

## Varianten
Die Quiche lorraine (Lothringer Quiche) ist heute international verbreitet. Sie wird im Ofen goldgelb gebacken, d. h. bis der Teig gar und die Eiermilch gestockt ist und zu bräunen beginnt. Sie wird warm als Vorspeise oder Hauptgericht oder kalt als Imbiss verzehrt.
Ursprünglich wurde Quiche Lorraine in Lothringen wohl aus Brotteig hergestellt, in der modernen Küche wurde dieser durch den in Frankreich beliebten Mürbeteig ersetzt. Der Belag kann neben Eiern, Milch und geräuchertem Speck auch etwas Reibkäse und fein geschnittene, in der Regel vorgegarte Zwiebelringe enthalten. Statt Milch kann Crème fraîche verwendet werden.
Die Quiche Lorraine wird häufig mit Zwiebelkuchen verglichen, enthält aber nur eine geringe Menge dieses Gemüses. Der im Elsass verbreitete Zwiebelkuchen, die „tarte à l'oignon“, auch als „quiche alsacienne“ (Elsässer Quiche) bezeichnet, wird wie die Quiche Lorraine zubereitet, doch wird der Speck durch vorgegarte Zwiebelringe ersetzt. Davon zu unterscheiden ist ein weiterer original französischer Zwiebelkuchen, die südfranzösische Pissaladière, die mit vorgegarten Zwiebelringen, einigen Sardellen und Oliven belegt gebacken und nie als Quiche bezeichnet wird.
Eine weitere regionale französische Variante ist die Quiche vosgienne mit würzigem Käse aus den Vogesen.